# Ecuación de Grad-Shafranov
En magnetohidrodinámica, la ecuación de Grad-Shafranov ( H. Grad y H. Rubin (1958); Vitalii Dmitrievich Shafranov (1966)) es la ecuación de equilibrio ideal para un plasma bidimensional, por ejemplo el plasma toroidal simétrico en el eje en un tokamak. Esta misma ecuación adopta una forma igual que la ecuación de Hicks desde la dinámica de fluidos. Esta ecuación se trata de una ecuación elíptica en derivadas parciales bidimensional y no lineal que se obtiene de la reducción de las ecuaciones ideales de la magnetohidrodinámica a dos dimensiones, a menudo para el caso de toroideos simétricos en el eje (como por ejemplo, en un tokamak).
Entonces, si tomamos {\displaystyle (r,\theta ,z)}, estas como coordenadas cilíndricas, la función de flujo {\displaystyle \psi } se rige por la siguiente ecuación:
{\displaystyle {\frac {\partial ^{2}\psi }{\partial r^{2}}}-{\frac {1}{r}}{\frac {\partial \psi }{\partial r}}+{\frac {\partial ^{2}\psi }{\partial z^{2}}}=-\mu _{0}r^{2}{\frac {dp}{d\psi }}-{\frac {1}{2}}{\frac {dF^{2}}{d\psi }},}
donde {\displaystyle \mu _{0}} se trata de la permeabilidad magnética, {\displaystyle p(\psi )} es la presión, {\displaystyle F(\psi )=rB_{\phi }}, y el campo magnético y la corriente son, respectivamente, obtenidos por
{\displaystyle {\begin{aligned}{\vec {B}}&={\frac {1}{r}}\nabla \psi \times {\hat {e}}_{\theta }+{\frac {F}{r}}{\hat {e}}_{\theta },\\\mu _{0}{\vec {J}}&={\frac {1}{r}}{\frac {dF}{d\psi }}\nabla \psi \times {\hat {e}}_{\theta }-\left[{\frac {\partial }{\partial r}}\left({\frac {1}{r}}{\frac {\partial \psi }{\partial r}}\right)+{\frac {1}{r}}{\frac {\partial ^{2}\psi }{\partial z^{2}}}\right]{\hat {e}}_{\theta }.\end{aligned}}}
La naturaleza del equilibrio, ya sea un tokamak, un pedazo de campo invertido, etc. está determinada en gran medida por las elecciones de ambas funciones {\displaystyle F(\psi )} y {\displaystyle p(\psi )}, así como de las condiciones límite.

## Derivación (en coordenadas de losas)
A continuación, se supone que el sistema es bidimensional con {\displaystyle z} como eje invariante, es decir, {\displaystyle {\frac {\partial }{\partial z}}=0} para cada una de todas las cantidades. Así pues, el campo magnético se puede escribir en coordenadas cartesianas como lo siguiente:
{\displaystyle \mathbf {B} =\left({\frac {\partial A}{\partial y}},-{\frac {\partial A}{\partial x}},B_{z}(x,y)\right),}
o de una forma aún más compacta,
{\displaystyle \mathbf {B} =\nabla A\times {\hat {\mathbf {z} }}+B_{z}{\hat {\mathbf {z} }},}
donde {\displaystyle A(x,y){\hat {\mathbf {z} }}} es el potencial vectorial del campo magnético en el plano (componentes x y y ). Tenga en cuenta que, basándonos en esta forma de B se puede ver que A es constante a lo largo de cualquier línea de campo magnético dado, puesto que {\displaystyle \nabla A} es perpendicular a B por todas partes (tenga en cuenta también que -A es la función de flujo {\displaystyle \psi } citado anteriormente).
Hay que tener en cuenta que las estructuras magnéticas estacionarias y bidimensionales se describen por el balance de fuerzas de presión y fuerzas magnéticas, es decir:
{\displaystyle \nabla p=\mathbf {j} \times \mathbf {B} ,}
donde p es la presión del plasma y j es la corriente eléctrica. Se sabe que p es una constante a lo largo de cualquier línea de campo (de nuevo, desde {\displaystyle \nabla p} es perpendicular a B). Además, el supuesto bidimensional ({\displaystyle {\frac {\partial }{\partial z}}=0}) significa que el componente z del lado izquierdo debe ser cero, por lo que el componente z de la fuerza magnética del lado derecho también debe ser cero. Esto significa que {\displaystyle \mathbf {j} _{\perp }\times \mathbf {B} _{\perp }=0}, es decir, {\displaystyle \mathbf {j} _{\perp }} es paralelo a {\displaystyle \mathbf {B} _{\perp }} .
El lado derecho de la ecuación anterior puede considerarse en dos partes:
{\displaystyle \mathbf {j} \times \mathbf {B} =j_{z}({\hat {\mathbf {z} }}\times \mathbf {B_{\perp }} )+\mathbf {j_{\perp }} \times {\hat {\mathbf {z} }}B_{z},}
donde el índice {\displaystyle \perp } indica el componente en el plano perpendicular al eje {\displaystyle z}. El componente {\displaystyle z} de la corriente de la ecuación anterior se puede escribir en términos del potencial vectorial unidimensional como
{\displaystyle j_{z}=-{\frac {1}{\mu _{0}}}\nabla ^{2}A.} .
El campo en el plano es
{\displaystyle \mathbf {B} _{\perp }=\nabla A\times {\hat {\mathbf {z} }}} ,
y haciendo uso de la ecuación de Maxwell-Ampère, la corriente en el plano nos viene dada por
{\displaystyle \mathbf {j} _{\perp }={\frac {1}{\mu _{0}}}\nabla B_{z}\times {\hat {\mathbf {z} }}} .
Para que este vector pueda ser paralelo a {\displaystyle \mathbf {B} _{\perp }} según sea necesario, el vector {\displaystyle \nabla B_{z}} debe ser perpendicular a {\displaystyle \mathbf {B} _{\perp }}, y {\displaystyle B_{z}} tiene que ser, como {\displaystyle p}, un invariante de línea de campo .
Reorganizando los productos cruzados anteriores conduce a
{\displaystyle {\hat {\mathbf {z} }}\times \mathbf {B} _{\perp }=\nabla A-(\mathbf {\hat {z}} \cdot \nabla A)\mathbf {\hat {z}} =\nabla A} ,
y
{\displaystyle \mathbf {j} _{\perp }\times B_{z}\mathbf {\hat {z}} ={\frac {B_{z}}{\mu _{0}}}(\mathbf {\hat {z}} \cdot \nabla B_{z})\mathbf {\hat {z}} -{\frac {1}{\mu _{0}}}B_{z}\nabla B_{z}=-{\frac {1}{\mu _{0}}}B_{z}\nabla B_{z}.}
Estos resultados se pueden sustituir por la expresión de {\displaystyle \nabla p} para dar así con:
{\displaystyle \nabla p=-\left[{\frac {1}{\mu _{0}}}\nabla ^{2}A\right]\nabla A-{\frac {1}{\mu _{0}}}B_{z}\nabla B_{z}.}
A partir de que {\displaystyle p} y {\displaystyle B_{z}} son constantes a lo largo de una línea de campo y solamente tienen funciones de {\displaystyle A}, entonces {\displaystyle \nabla p={\frac {dp}{dA}}\nabla A} y {\displaystyle \nabla B_{z}={\frac {dB_{z}}{dA}}\nabla A}. De esta manera, se factoriza {\displaystyle \nabla A} y la reordenación de los términos finalmente produce la ecuación de Grad-Shafranov:
{\displaystyle \nabla ^{2}A=-\mu _{0}{\frac {d}{dA}}\left(p+{\frac {B_{z}^{2}}{2\mu _{0}}}\right).}